# Stazione di Mongiove Siculo
La stazione di Mongiove Siculo è  una fermata ferroviaria priva di traffico sulla linea Messina-Palermo, a servizio della località balneare di Mongiove, frazione del comune di Patti.

## Storia
La stazione venne aperta al traffico il 1° agosto 1950 per permettere agli abitanti di Mongiove di avere un accesso alla ferrovia, a seguito della conversione del già esistente casello ferroviario a servizio del passaggio a livello ivi presente.
La fermata fu servita solo da alcuni treni regionali in servizio lungo la direttrice (Messina C.le - S.Agata; Messina C.le - Palermo C.le) a causa del ridotto flusso passeggeri, per poi cessare definitivamente il servizio viaggiatori il 3 settembre 1995, nonostante la sua indicazione sugli orari ufficiali rimarrà fino al 13 dicembre 2003.
Al momento non sono previsti progetti di riattivazione.

## Strutture e impianti
La fermata ferroviaria è situata al km 166+148 della ferrovia Messina-Palermo, lungo la diramazione Bivio Terme Vigliatore – Patti-San Piero Patti, a circa 5 m s.l.m.
Si trova fuori dal centro abitato, a quasi 1 km dalla Galleria Mongiove e dispone di un fabbricato viaggiatori color salmone provvisto di una piccola sala d'attesa, una biglietteria, una cabina con Banco ACE e Blocco Manuale oltre a una sola banchina che per lo spazio ristretto proseguiva oltre al passaggio a livello che collega il centro abitato alla SS 113; quest'ultimo fungeva da ingresso alla stazione e banchina.

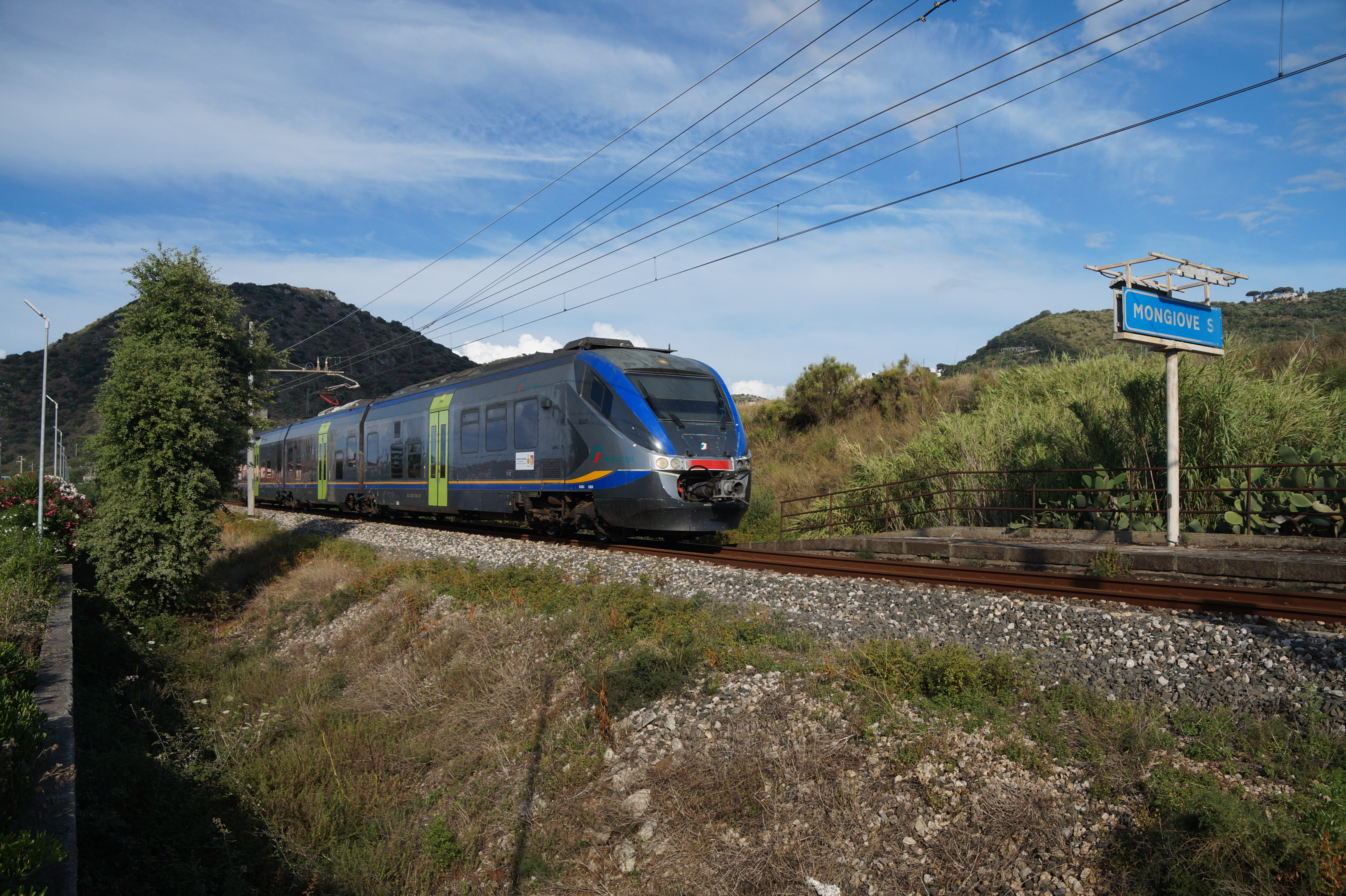
Minuetto nei pressi della stazione

## Servizi
La stazione disponeva solo di:
- Biglietteria
- Sala d'attesa